# Sorceress (film, 2017)
Pour les articles homonymes, voir Sorceress.
Pour plus de détails, voir Fiche technique et Distribution.
Sorceress (Sorcière) est un film américano-mexico-finno-russe écrit, produit et réalisé par Naama Kates, sorti en 2017.

## Synopsis
Une jeune femme se questionnant sur sa santé mentale et sur sa sexualité, commence à croire qu'elle a des pouvoirs surnaturels.

## Fiche technique
- Titre : Sorceress / The Art of Manifestation
- Réalisation : Naama Kates
- Scénario : Naama Kates
- Production : Naama Kates
- Société de production : Haihatus Production
- Montage : Vanya Lopatkin
- Musique : Cyrus Melchor
- Pays d'origine :  États-Unis  Mexique  Finlande  Russie
- Langue d'origine : anglais américain
- Lieux de tournage :
  - Helsinki, Finlande
  - Joutsa, Finlande
  - Los Angeles (scène du concert), Californie, États-Unis
- Genre : Drame, horreur
- Durée : 1 h 24
- Date de sortie :
- États-Unis : 25 février 2017
- Russie : 17 avril 2017

## Distribution
- Naama Kates : Nina
- Oona Airola : Katya
- Maritta Viitamäki : Vala
- Antti Lattu : Dima
- Aapo Oranen : Mikko
- Virpi Lehto : Zhenya
- Brian Stevens : le manager de Nina
- Michael Haddad : le Tour Manager
- Emerald Kristin Barcelona : concertiste
- Tyler Conklin : concertiste
- Emma Duncan : concertiste
- Tan Duong : concertiste
- Chasity Londynn : concertiste
- John Walker : concertiste
- John Davis Walker : concertiste